# 卡卢古马莱
卡卢古马莱（Kalugumalai），是印度泰米尔纳德邦Toothukudi县的一个城镇。总人口14834（2001年）。

## 人口
该地2001年总人口14834人，其中男性7295人，女性7539人；0—6岁人口1379人，其中男733人，女646人；识字率70.26%，其中男性为77.98%，女性为62.79%。

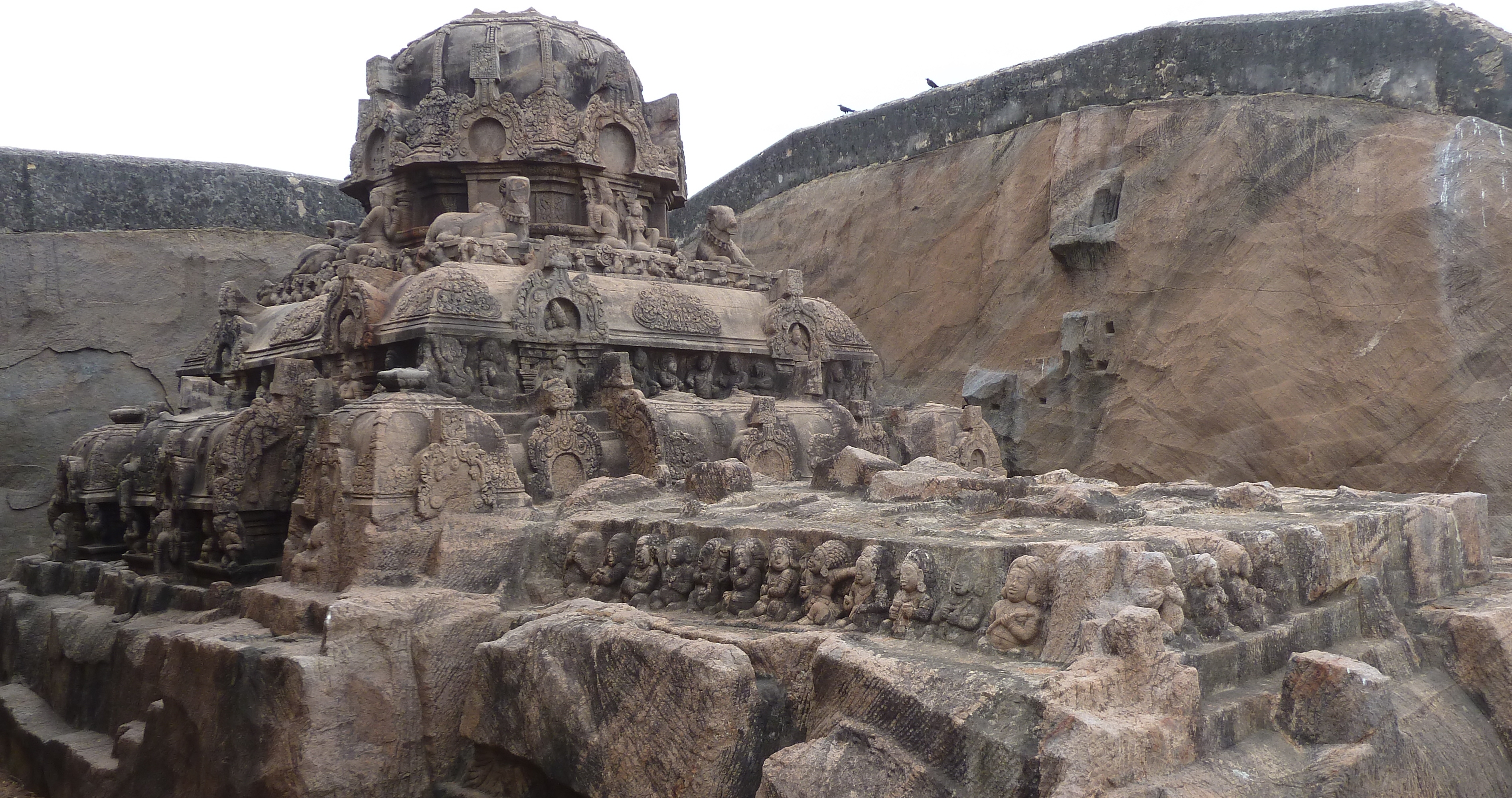
单片岩石切割寺庙